# ホンダ・ネオウィング

## 車両解説
2015年10月29日 - 11月8日に開催された第44回東京モーターショーへ参考出品された。
車名は新しい翼を意味し、車体構成はオートバイと同じ胴体をもつ前二輪-後一輪のトライクであるが、本田技研工業ではトライクではなくスポーツハイブリッド三輪と呼称する。前二輪にしたことによる安定感と前輪の独自のリンク機構とアクチュエーターによる制御技術で、大型自動二輪車と同じリーン走行を両立。パワーユニットには力強いトルクな加速を生み出す低重心水平対向4気筒エンジンとモーターを組み合わせたハイブリッドシステムを採用したほか、未来感とバイク本来のメカニカル感を追求した。